# Makariusz Virtuous
Makariusz Virtuous – chalcedoński patriarcha Antiochii w latach 1015–1023.